# It's Five O'Clock Somewhere
It's Five O'Clock Somewhere è l'album di debutto del gruppo hard rock Slash's Snakepit, pubblicato il 14 febbraio 1995 per l'etichetta Geffen Records. L'album è diventato disco di platino in tutto il mondo.
Il titolo dell'album non è nato per caso: tutto accadde una mattina quando Slash e i Guns N' Roses si erano fermati in un bar in un aeroporto dopo la tournée; Slash chiese una bottiglia di Whiskey, ma il barista rispose che potevano servire gli alcolici solo dopo le 5. Slash rispose che da qualche parte erano già le 5.
Slash ha scritto alcuni dei brani di questo disco per la sua ex-band Guns N' Roses ma ad Axl Rose non erano piaciute. La copertina dell'album è una parete pitturata con lo spray in un piano che è stato creato dal fratello di Slash.
Il brano Lower è ispirato alla morte della pornostar Savannah.

## Tracce
1. Neither Can I (Slash, Dover) – 6:44
2. Dime Store Rock (Clarke, Dover, Slash) – 4:54
3. Beggars & Hangers On (Slash, McKagan, Dover) – 6:14
4. Good to Be Alive (Slash, Clarke, Dover) – 4:51
5. What Do You Want to Be (Slash, Sorum, Dover) – 6:18
6. Monkey Chow (Clarke) – 4:15
7. Soma City Ward (Slash, Sorum, Dover, Stradlin) – 3:50
8. Jizz da Pit (Slash, Inez) – 2:48
9. Lower (Slash, Sorum, Dover) – 4:55
10. Take It Away (Slash, Dover, Sorum) – 4:44
11. Doin' Fine (Slash, Dover) – 4:19
12. Be the Ball (Slash) – 5:17
13. I Hate Everybody (But You) (Slash, Dover) – 4:40
14. Back and Forth Again (Slash, Dover) – 5:55

## Formazione
- Eric Dover - voce
- Slash - chitarra solista, cori
- Gilby Clarke - chitarra ritmica, cori
- Mike Inez - basso, cori
- Matt Sorum - batteria

### Altri musicisti
- Dizzy Reed - tastiere, cori
- Teddy Andreadis - armonica a bocca
- Paulinho da Costa - percussioni

## Classifiche
Album - Billboard (America del Nord)
| Anno | Classifica        | Posizione |
| ---- | ----------------- | --------- |
| 1995 | The Billboard 200 | 70        |